# Atlantische Hurrikansaison 2025
Die Atlantische Hurrikansaison 2025 begann am 1. Juni 2025 und endet offiziell am 30. November 2025. Während dieser Periode bilden sich üblicherweise im nördlichen Atlantischen Ozean die meisten Hurrikane, da nur zu dieser Zeit geeignete Bedingungen wie ein erwärmter Ozean, feuchte Luft und wenig Windscherung vorherrschen, welche die Bildung tropischer Wirbelstürme ermöglichen.
Die Saison ist die vierte in Folge, in der sich mindestens ein Kategorie-5-Hurrikan bildete.

## NOAA-Saisonprognose
Die NOAA erwartete mit Stand 22. Mai 2025 aufgrund überdurchschnittlicher Wassertemperaturen mit 60 %iger Wahrscheinlichkeit eine überdurchschnittlich aktive Atlantische Hurrikansaison 2025. Eine durchschnittliche Aktivität erwartete sie mit 30 % und eine unterdurchschnittliche mit lediglich 10 %. Sie rechnete mit 13 bis 19 benannten Stürmen, darunter 6 bis 10 Hurrikanen, wovon 3 bis 5 die Kategorie 3 erreichen oder überschreiten. Die Treffsicherheit ihrer Prognose bezifferte die NOAA mit 70 %.
Anfang August 2025 aktualisierte sie ihre Prognose vom Mai und korrigierte sie nur geringfügig nach unten: 50/35/15 %, 13 bis 18 benannte Stürme, darunter 6 bis 10 Hurrikane, davon 2 bis 5 der Kategorie 3 und höher.

## Systeme

### Tropischer Sturm Andrea
Am 24. Juni bildete sich im zentralen Atlantik der Tropische Sturm Andrea. Andrea trat somit etwas später als im langjährigen Schnitt (20. Juni) auf und teils deutlich später als in im vorangegangenen Jahrzehnt. Außergewöhnlich war jedoch die geografische Lage: Nie zuvor bildet sich im Juni ein Sturm weiter im Norden als Andrea. Hierzu trugen die außergewöhnlich hohen Wassertemperaturen bei, die vor Ort etwa 2 °C über dem langjährigen Schnitt lagen. Zwar lagen sie mit 24 °C deutlich unter den ca. 26 °C, die normal als Voraussetzung für das Entstehen tropischer Stürme genannt werden. Da jedoch in großer Höhe sehr kalte Lufttemperaturen vorherrschten, existierte trotzdem genug Temperaturgefälle, um trotz ansonsten ungünstiger Bedingungen die Bildung eines tropischen Sturmes zu ermöglichen. Prognostiziert wird für Andrea nur eine kurze Verweilzeit als tropischer Sturm; ein Landfall wird nicht erwartet.
Am Morgen des 25. Juni löste sich Andrea auf.

### Tropischer Sturm Barry
Am 28. Juni bildete sich in der Bucht von Campeche im Golf von Mexiko das Tropische Tief Zwei. Am 29. Juni verstärkte sich das Tief zum Tropischen Sturm Barry. Für Teile der mexikanischen Küste wurden Tropensturmwarnungen herausgegeben. Erwartet wurden neben Winden in Sturmstärke Niederschläge von verbreitet 75 bis 150 mm, lokal bis 250 mm.
Am 30. Juni traf Barry als Tropisches Tief in Mexiko auf Land. Wenige Stunden später löste sich das System auf.
Feuchtigkeit von Barry trug Anfang Juli zu den verheerenden Sturzfluten am Guadalupe River bei, die Dutzenden Menschen das Leben kosteten, darunter zahlreichen Mädchen eines Sommercamps.

### Tropischer Sturm Chantal
Am 4. Juli bildete sich im Atlantik vor der südlichen Ostküste der USA das Tropische Tief Drei. Am 5. Juli verstärkte sich das Tief zum Tropischen Sturm Chantal. Für Teile von South und North Carolina wurden Tropensturm-Warnungen herausgegeben. Erwartet wurden neben Winden in Sturmstärke Regenmengen von 50 bis 100, lokal 150 mm sowie eine Sturmflut mit einer Höhe von bis zu einem Meter.
Am 6. Juli traf Chantal im Osten South Carolinas auf Land. Anschließend schwächte sich Chantal ab und wurde am gleichen Tag zum Tropischen Tief herabgestuft. Am 7. Juli verlor das Tief seine tropischen Eigenschaften.
Durch die Regenfälle kam es in North Carolina zu Überflutungen, bei denen zahlreiche Straßen unterspült wurden. Sechs Menschen kamen ums Leben.

### Tropischer Sturm Dexter
Am 4. August bildete sich im Atlantik auf Höhe von North Carolina der Tropische Sturm Dexter. Am 7. August, nach einer Verstärkung zum mittelstarken Tropensturm, wurde Dexter posttropisch.

### Hurrikan Erin

#### Verlauf
Am 11. August bildete sich im Ostatlantik, nur etwas westlich der Kapverdischen Inseln, der Tropische Sturm Erin. Nachdem trockene Luft, Saharastaub und gemäßigte, der Jahreszeit entsprechende Meeresoberflächentemperaturen von etwa 26 °C im Ostatlantik zunächst die Intensivierung hemmten, verstärkte sich Erin am 15. August zum Hurrikan.
Parallel begann eine Phase rapider Intensivierung, bei der sich Erin bis zu einem Hurrikan der Kategorie 5 verstärkte. Diese erreichte Erin am Mittag (Ortszeit) des 16. August. Damit entwickelte sich Erin in 25 Stunden von einem Tropensturm zu einem Hurrikan der Kategorie 5, eine der bislang schnellsten Intensivierungen seit Beginn der Aufzeichnungen. Zugleich ist Erin der frühste Kategorie-5-Hurrikan, der jemals im offenen Atlantik beobachtet wurde.
Erin ist der 43. atlantische Kategorie-5-Hurrikan seit Beginn der Aufzeichnungen und der elfte seit 2016, womit in diesem Zeitabschnitt ungewöhnlich viele dieser Hurrikans auftraten. Die Saison 2025 ist die vierte in Folge mit mindestens einem Kategorie-5-Hurrikan, 2024 gab es mit Beryl und Milton sogar zwei solcher Hurrikans.
Am Abend des 16. August (Ortszeit) schwächte sich Erin im Zuge einer Zyklischen Eyewall-Neubildung ab, wobei sie zwischenzeitlich Kategorie-3-Status erreichte, verstärkte sich später aber wieder zum Kategorie-4-Hurrikan. Zudem wurde das Windfeld durch die Eyewall-Neubildung größer.
Am 19. August schwächte sich Erin aufgrund hoher Windscherung zum Kategorie-2-Hurrikan ab, blieb aber aufgrund seiner Größe ein mächtiger Hurrikan.

#### Folgen
Am 11. August fielen 193 Millimeter Regen innerhalb von fünf Stunden auf Kap Verde; normalerweise fallen im August durchschnittlich 15 mm. Dadurch starben mindesten acht Menschen und 1500 verloren ihr Obdach. Von drei Inseln wurden zerstörte Häuser und Straßen gemeldet, Brücken stürzten ein und mehrere Stadtviertel wurden überflutet.

## Sturmnamen
Die nachfolgende Namensliste wird für die tropischen und subtropischen Stürme verwendet, die sich 2025 im Nordatlantik bilden. Diese Liste ist dieselbe wie die während der Saison 2019 verwendete, mit Ausnahme des Namens Dorian, der wegen seiner starken Auswirkungen 2019 durch Dexter ersetzt wurde.
| - Andrea - Barry - Chantal - Dexter - Erin - (Fernand) - (Gabrielle) | - (Humberto) - (Imelda) - (Jerry) - (Karen) - (Lorenzo) - (Melissa) - (Nestor) | - (Olga) - (Pablo) - (Rebekah) - (Sebastien) - (Tanya) - (Van) - (Wendy) |

Falls sich während der Saison mehr als 21 benannte Stürme bilden, werden die weiteren Namen von einer Ersatznamensliste genommen.
| Name             | Dauer                 | Spitzenklassifikation | andauernde Windgeschwindigkeiten | Luftdruck | betroffene Gebiete  | Schäden (USD) | Tote | Belege |
| ---------------- | --------------------- | --------------------- | -------------------------------- | --------- | ------------------- | ------------- | ---- | ------ |
| Andrea           | 24. Juni bis 25. Juni | Tropischer Sturm      | 65 km/h                          | 1014 hPa  |                     |               |      |        |
| Barry            | 28. Juni bis 30. Juni | Tropischer Sturm      | 75 km/h                          | 1006 hPa  | Mexiko              |               |      |        |
| Chantal          | 4. Juli bis 7. Juli   | Tropischer Sturm      | 95 km/h                          | 1002 hPa  | Ostküste der USA    |               | 6    |        |
| Dexter           | 4. Aug. bis 7. August | Tropischer Sturm      | 85 km/h                          | 998 hPa   |                     |               |      |        |
| Erin             | 11. Aug. bis          | Kategorie-5-Hurrikan  | 260 km/h                         | 915 hPa   | Kap Verde, Antillen |               | 8    |        |
| Saison insgesamt |                       |                       |                                  |           |                     |               |      |        |
| 5 Systeme        | seit 24. Juni         |                       | 260 km/h                         | 915 hPa   |                     |               | 14   |        |